# Just Awake
「Just Awake」（ジャスト・アウェイク）は、Fear, and Loathing in Las Vegasのメジャー1枚目のシングル。2012年1月11日にバップから発売された。

## 概要
枚数限定で販売され完売。これ以降もシングルは枚数限定で販売された。
また、5月下旬には海外限定盤が製作され、「Just Awake / Acceleration」として、アメリカのWEBショップ「Smart Punk」にて限定販売された。日本盤は表題曲が日本語詞、カップリングはアルバム未収録なのに対し、海外限定盤は、表題曲が「Just Awake」含め、共に全英詞であることと、「Acceleration」は後にアルバム『All That We Have Now』に収録されたこととの違いがある。
アメリカのロック系WEBショップ“SMART PUNK”ではトップ・セラーとなった。
日本テレビ系テレビアニメ『HUNTER×HUNTER』第1期（1話 - 26話）エンディングテーマとして使用された。

## 収録曲
| 全作詞・作曲: Fear, and Loathing in Las Vegas。 |                                  |                                 |                                 |      |
| #                                               | タイトル                         | 作詞                            | 作曲・編曲                      | 時間 |
| 1.                                              | 「Just Awake」                   | Fear, and Loathing in Las Vegas | Fear, and Loathing in Las Vegas | 3:39 |
| 2.                                              | 「Break Out Your Stained Brain」 | Fear, and Loathing in Las Vegas | Fear, and Loathing in Las Vegas | 3:32 |
| 合計時間:                                       | 合計時間:                        | 7:11                            |                                 |      |

| 全作詞・作曲: Fear, and Loathing in Las Vegas。 |                                |                                 |                                 |      |
| #                                               | タイトル                       | 作詞                            | 作曲・編曲                      | 時間 |
| 1.                                              | 「Just Awake」(英語バージョン) | Fear, and Loathing in Las Vegas | Fear, and Loathing in Las Vegas | 3:39 |
| 2.                                              | 「Acceleration」               | Fear, and Loathing in Las Vegas | Fear, and Loathing in Las Vegas | 3:09 |
| 合計時間:                                       | 合計時間:                      | 6:48                            |                                 |      |

## 曲解説
1. Just Awake
MVが制作された。英語バージョンが使用された全編アニメーションであり、製作はmadhouseが担当した[4]。
アニメーションのPVについては、「もともと僕らのPVは演奏シーンのものばかりだったということと、海外用ということで日本のアニメーションのウケがいいということもあって、そういうPVにしてみようかという案[4]」が出され、好印象だったために決定された。
Tomonori曰く、「海外リリースが決まっていたので、日本語詞と英詞どちらもやるつもりだったんです。日本語詞では海外で僕らの伝えたい言葉がリアルに伝わらないと思ったので英語詞にしました」とのこと[4]。
また、歌詞についてSoは、「実は「Just Awake」は英語詞から先に作ったというより、初めから英語も日本語も両方やることを想定していました。まず初めに日本語でハマるようなメロディをSxunさんが持ってきて、歯切れの良い日本語独特の1音符を短かく作っていって、その後、英語に直す際には、英語だと伸びやかに歌いながら音程を変化させて一続きで歌えるんですが、日本語は良くも悪くも硬くて途切れがちになるので、日本語と同じようにメロを切るのではなくてまた歌い方を変えています。ニュアンス的に日本語の時のメロディと変わっているところもあるんですが、いい感じに英語の良さを活かせるものにしました[4]」と述べている。
2. Break Out Your Stained Brain

## タイアップ
Just Awake
- 日本テレビ系アニメ『HUNTER×HUNTER』エンディングテーマ
- アーケードゲーム『jubeat saucer』
- フジテレビ系『潜在能力テスト』挿入歌

## 収録アルバム
Just Awake（日本語バージョン）
- All That We Have Now

Acceleration
- All That We Have Now

## 演奏
- So : Vocal
- Minami : Vocal, Keyboard
- Sxun : Guitar
- Taiki : Guitar
- Mashu : Bass Guitar
- Tomonori : Drums

## カバー
- RAISE A SUILEN［レイヤ（Raychell）、チュチュ（紡木吏佐）］ - ゲーム『バンドリ! ガールズバンドパーティ!』に収録（2022年2月7日追加[5]）。